# Finale del campionato mondiale di calcio 2002
La finale del campionato mondiale di calcio 2002 si tenne il 30 giugno 2002 allo Stadio internazionale di Yokohama tra le nazionali di Germania e Brasile. Per i brasiliani si trattava della terza finale consecutiva e settima assoluta, mentre i tedeschi, alla loro settima finale, mancavano dalla gara decisiva per il titolo dalla vittoria a Roma nel 1990. Singolarmente, nonostante entrambe assommassero complessivamente 12 finali, le due compagini non si erano mai incontrate in precedenza nell'ultimo atto del torneo.
La vittoria fu appannaggio del Brasile, che ottenne il suo quinto titolo mondiale vincendo l'incontro 2-0 con doppietta di Ronaldo, successivamente nominato miglior giocatore della finale.
Arbitro dell'incontro fu Pierluigi Collina, secondo italiano in assoluto a dirigere una finale mondiale dopo Sergio Gonella nel 1978 in Argentina.
L'incontro è accreditato di un bacino d'utenza di 200 Paesi e circa 630 milioni di spettatori.

## Le squadre
| Squadra  | Finali disputate in precedenza (il grassetto indica la vittoria) |
| -------- | ---------------------------------------------------------------- |
| Germania | 6 (1954, 1966, 1974, 1982, 1986, 1990)                           |
| Brasile  | 6 (1950, 1958, 1962, 1970, 1994, 1998)                           |

## Il cammino verso la finale
La Germania esordì nella manifestazione con un successo per 8-0 sull'Arabia Saudita, a cui seguirono un pareggio per 1-1 contro l'Irlanda ed un'altra vittoria per 2-0 contro il Camerun. Nella fase ad eliminazione diretta i tedeschi superarono con il risultato di 1-0 prima il Paraguay agli ottavi e poi gli Stati Uniti ai quarti. La vittoria per 1-0 contro la Corea del Sud in semifinale permise alla Germania di qualificarsi per la finale di Yokohama.
Il Brasile debuttò vincendo per 2-1 contro la Turchia, prima di superare agevolmente la Cina per 4-0 e la Costa Rica per 5-2. Agli ottavi i brasiliani ebbero la meglio sul Belgio per 2-0, mentre ai quarti eliminarono l'Inghilterra per 2-1. Opposto di nuovo alla Turchia in semifinale, il Brasile approdò in finale vincendo per 1-0.

### Tabella riassuntiva del percorso
Note: In ogni risultato sottostante, il punteggio della finalista è menzionato per primo.
| Pos. | Squadra        | Pt | G | V | N | P | GF | GS | DR  |
| ---- | -------------- | -- | - | - | - | - | -- | -- | --- |
| 1.   | Germania       | 7  | 3 | 2 | 1 | 0 | 11 | 1  | +10 |
| 2.   | Irlanda        | 5  | 3 | 1 | 2 | 0 | 5  | 2  | +3  |
| 3.   | Camerun        | 4  | 3 | 1 | 1 | 1 | 2  | 3  | -1  |
| 4.   | Arabia Saudita | 0  | 3 | 0 | 0 | 3 | 0  | 12 | -12 |

| Pos. | Squadra    | Pt | G | V | N | P | GF | GS | DR |
| ---- | ---------- | -- | - | - | - | - | -- | -- | -- |
| 1.   | Brasile    | 9  | 3 | 3 | 0 | 0 | 11 | 3  | +8 |
| 2.   | Turchia    | 4  | 3 | 1 | 1 | 1 | 5  | 3  | +2 |
| 3.   | Costa Rica | 4  | 3 | 1 | 1 | 1 | 5  | 6  | -1 |
| 4.   | Cina       | 0  | 3 | 0 | 0 | 3 | 0  | 9  | -9 |

## Il prepartita
Se il Brasile si presentò alla finale con tutti i titolari a disposizione dopo aver ritrovato lo squalificato Ronaldinho, la Germania dovette fare i conti con l'assenza pesantissima del suo capitano e leader tecnico Michael Ballack, che dovette scontare una squalifica. Per prendere il suo posto in mezzo al campo, il commissario tecnico tedesco Rudi Völler scelse Jens Jeremies.

## Descrizione della partita
La fase iniziale della partita vide la Germania costruire gioco e il Brasile provare a sfruttare situazioni di contropiede; i tedeschi tuttavia non riuscirono mai a rendersi realmente pericolosi e il primo tiro in porta arrivò al 20' con l'attaccante brasiliano Ronaldo che di esterno sinistro mandò fuori. Sul finale della prima frazione di gioco, il Brasile spinse con più continuità creando diverse occasioni da rete, tra cui un tiro di Kléberson che colpì la traversa.
Il secondo tempo ripropose sostanzialmente lo stesso copione con cui si era chiuso il primo, a parte una punizione dell'attaccante tedesco Neuville che il portiere avversario Marcos deviò sul palo. Al 68' il Brasile passò in vantaggio: un tiro di Rivaldo non trattenuto da Kahn finì sui piedi di Ronaldo che non ebbe difficoltà a spingere la palla in rete. Al 79' fu ancora il Fenomeno a realizzare la seconda rete del match, stavolta con un tiro a giro dopo un velo di Rivaldo su passaggio in mezzo di Kléberson. La Germania non ebbe più la forza di riaprire l'incontro. Il fischio finale di Collina sancì quindi la vittoria dei verdeoro, che ottennero così il quinto titolo mondiale della loro storia.

## Tabellino
| Arbitro: | Collina |

|  |           |                  |
|  | Marcatori | 67’, 79’ Ronaldo |

| Germania | Brasile |

| Germania (3-4-1-2) |    |                     |    |     |
|                    |    |                     |    |     |
| P                  | 1  | Oliver Kahn         |    |     |
| D                  | 2  | Thomas Linke        |    |     |
| D                  | 5  | Carsten Ramelow     |    |     |
| D                  | 21 | Christoph Metzelder |    |     |
| C                  | 22 | Torsten Frings      |    |     |
| C                  | 8  | Dietmar Hamann      |    |     |
| C                  | 16 | Jens Jeremies       |    | 77’ |
| C                  | 15 | Marco Bode          |    | 84’ |
| C                  | 19 | Bernd Schneider     |    |     |
| A                  | 11 | Miroslav Klose      | 9’ | 74’ |
| A                  | 7  | Oliver Neuville     |    |     |
| Sostituzioni:      |    |                     |    |     |
| A                  | 20 | Oliver Bierhoff     |    | 74’ |
| A                  | 14 | Gerald Asamoah      |    | 77’ |
| C                  | 6  | Christian Ziege     |    | 84’ |
| CT:                |    |                     |    |     |
| Rudi Völler        |    |                     |    |     |

| Brasile (3-4-1-2)   |    |                  |    |     |
|                     |    |                  |    |     |
| P                   | 1  | Marcos           |    |     |
| D                   | 3  | Lúcio            |    |     |
| D                   | 5  | Edmílson         |    |     |
| D                   | 4  | Roque Júnior     | 6’ |     |
| C                   | 2  | Cafu             |    |     |
| C                   | 8  | Gilberto Silva   |    |     |
| C                   | 15 | Kléberson        |    |     |
| C                   | 6  | Roberto Carlos   |    |     |
| C                   | 11 | Ronaldinho       |    | 85’ |
| A                   | 10 | Rivaldo          |    |     |
| A                   | 9  | Ronaldo          |    | 90’ |
| Sostituzioni:       |    |                  |    |     |
| C                   | 19 | Juninho Paulista |    | 85’ |
| C                   | 17 | Denílson         |    | 90’ |
| CT:                 |    |                  |    |     |
| Luiz Felipe Scolari |    |                  |    |     |

| Uomo partita: Ronaldo Assistenti arbitrali: Leif Lundberg (Svezia) Philip Sharp (Inghilterra) Quarto uomo: Hugh Dallas (Scozia) |

## Statistiche
| Totale            | Germania | Brasile |
| ----------------- | -------- | ------- |
| Goal segnati      | 0        | 2       |
| Tiri totali       | 12       | 9       |
| Tiri in porta     | 4        | 7       |
| Possesso          | 57 %     | 43 %    |
| Calci d'angolo    | 13       | 3       |
| Falli commessi    | 21       | 19      |
| Fuorigioco        | 1        | 0       |
| Cartellini gialli | 1        | 1       |
| Cartellini rossi  | 0        | 0       |

- Per la Germania si trattò della quarta finale persa nella storia del campionato mondiale di calcio.
- Cafu raggiunse il record di tre finali mondiali disputate in carriera.